# Patricia Mangan
Patricia Mangan est une skieuse alpine américaine, née le 7 mars 1997 à Buffalo.

## Biographie
Elle fait partie de l'équipe américaine depuis 2013 en participant à la Coupe nord-américaine. Elle découvre la Coupe du monde en novembre 2016 à Killington. Elle y marque ses premiers points en janvier 2018 en terminant 19e du combiné de Lenzerheide.
Elle est sélectionnée pour les Jeux olympiques d'hiver de 2018, où elle abandonne sur le slalom géant.

## Palmarès

### Jeux olympiques
| Édition / Épreuve   | Slalom géant |
| ------------------- | ------------ |
| JO 2018 Pyeongchang | Abandon      |

### Coupe du monde
- Meilleur classement général : 114e en 2018.
- Meilleur résultat : 19e.

#### Classements
| Saison / Épreuve | Saison / Épreuve | Général | Général | Descente | Descente | Slalom | Slalom | Slalom géant | Slalom géant | Super G | Super G | Combiné | Combiné |
| ---------------- | ---------------- | ------- | ------- | -------- | -------- | ------ | ------ | ------------ | ------------ | ------- | ------- | ------- | ------- |
| Saison / Épreuve | Saison / Épreuve | Class.  | Points  | Class.   | Points   | Class. | Points | Class.       | Points       | Class.  | Points  | Class.  | Points  |
| 2018             | 2018             | 114e    | 12      | -        | -        | -      | -      | -            | -            | -       | -       | 31e     | 12      |

### Coupe nord-américaine
- 3e du classement général en 2017.
- Gagnante du classement du combiné en 2017.
- 3 victoires.

En date de mars 2019